# Upplands runinskrifter 237
Upplands runinskrifter 237 är en vikingatida runsten av granit som stått i Lindö, Gullbron, Vallentuna socken och Vallentuna kommun.
Runstenarna U 236, U 237 och U 238 markerade Gullbron vid Lindönäs, några kilometer till väster om Vallentuna längs landsvägen till Upplands Väsby. U 237 står vid infarten till Lindönäs, en bit från landsvägen.

## Inskriften
Translitterering av runraden:
[karþar · auk · fuluhi · ... s...]ref ' [auk · sibi · auk · sihuat]r ' þe[i](r) [bereþr · lata · reisa · þina  stein · at ·] (f)aþur ' sn ' uf · auk ' suein ' [b]roþu[r '] sin ' k(o)[þ ialb]... ... þi(u)...
Normalisering till runsvenska:
Gærðarr ok Fullhugi [ok] S[ig]ræifʀ(?) ok Sibbi ok Sighvatr, þæiʀ brøðr lata ræisa þenna stæin at faður sinn Ulf ok Svæin, broður sinn. Guð hialp[i] ... ...
Översättning till nusvenska:
Bröderna Gärdar och Fullhuge och Sigrev och Sibbe och Sigvat låta resa denna sten åt sin fader Ulv och åt Sven, sin broder. Gud hjälpe ...